# Kinsky

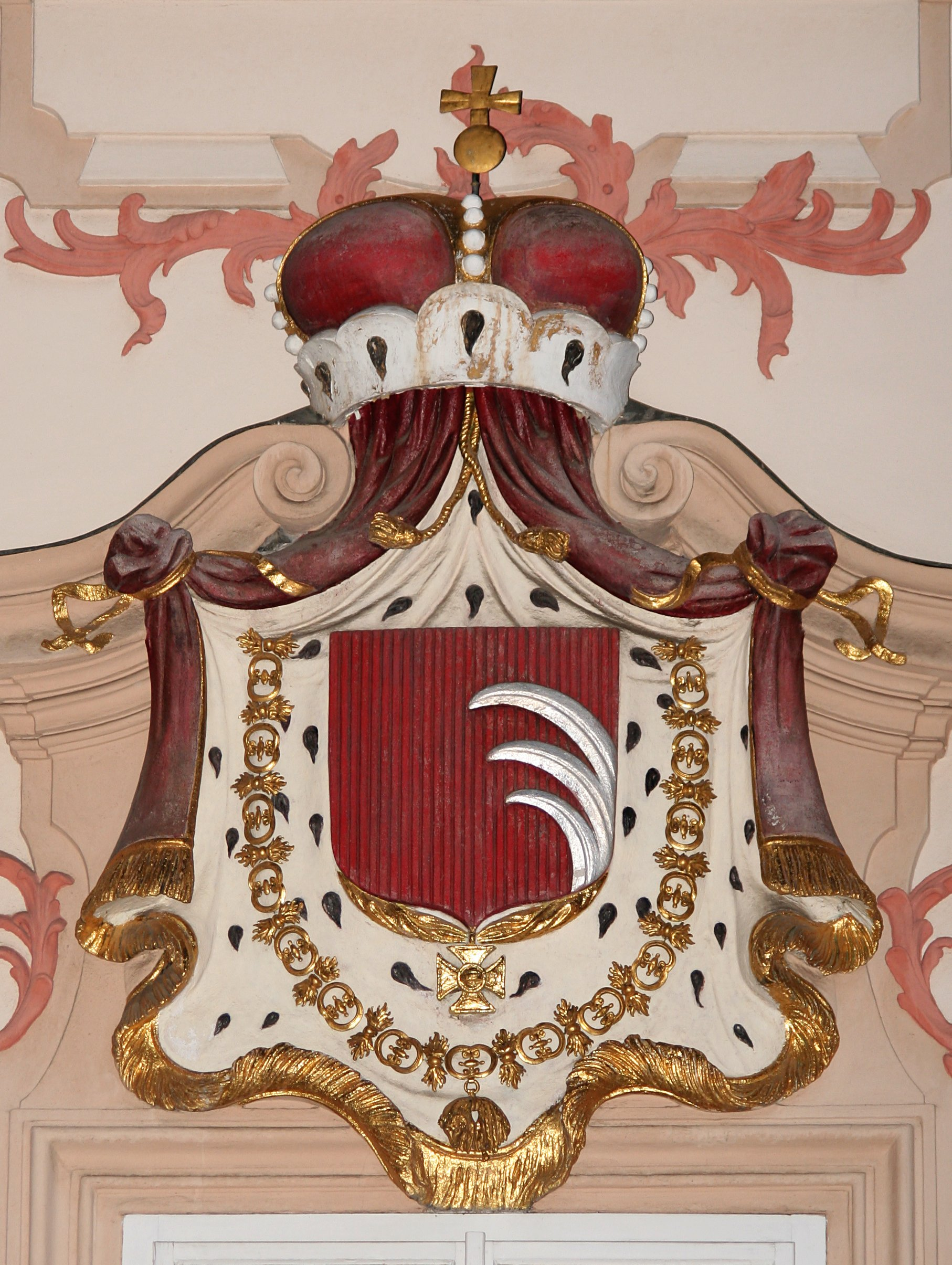
Stemma principesco dei Kinsky su Palazzo Kinsky, Praga

I Kinsky, per esteso Kinsky di Wchinitz e Tettau (in ceco antico Vchynští o Vchynský; in ceco moderno Kinští o Kinský z Vchynic a Tetova; in tedesco Kinsky von Wchinitz und Tettau) sono i Conti e poi Principi di una delle famiglie nobili più antiche e illustri originarie della Boemia (nell'attuale Repubblica Ceca). La famiglia è registrata nell'Almanacco di Gotha.

## Storia

### Origini
Secondo la romantica legenda medievale, la storia dei Kinsky cominciò nell'Europa Centrale oltre 1000 anni fa, quando una bellissima figlia del Re fuori a caccia fu attaccata da un branco di lupi. I suoi attendenti fuggirono tutti dal terribile spettacolo ad eccezione di un ragazzo, che salvò la principessa uccidendo alcuni lupi e allontanando il resto. Per gratitudine, il padre della ragazza nobilitò il ragazzo, concedendogli uno stemma dotato dei denti di tre lupi come emblema del suo coraggio.
La prima citazione di fatto di un antenato di questa famiglia risale al 1237, durante il regno del re přemislida Venceslao I di Boemia. Nel corso dei successivi tre secoli furono solo nobili minori con possedimenti nella Boemia nord-occidentale, intorno al villaggio di Vchynice (tedesco Wchinitz) nei pressi di Litoměřice.

### Signori di Vchynice
Il possesso del maniero di Vchynice fu confermato dall'imperatore asburgico Rodolfo II nel 1596 e nel 1611 uno dei membri della famiglia, Radslav Vchynský di Vchynice il Vecchio, nobilitato come signore (ceco pán), diventò un membro della Dieta di Boemia (zemský sněm).

### XVII secolo

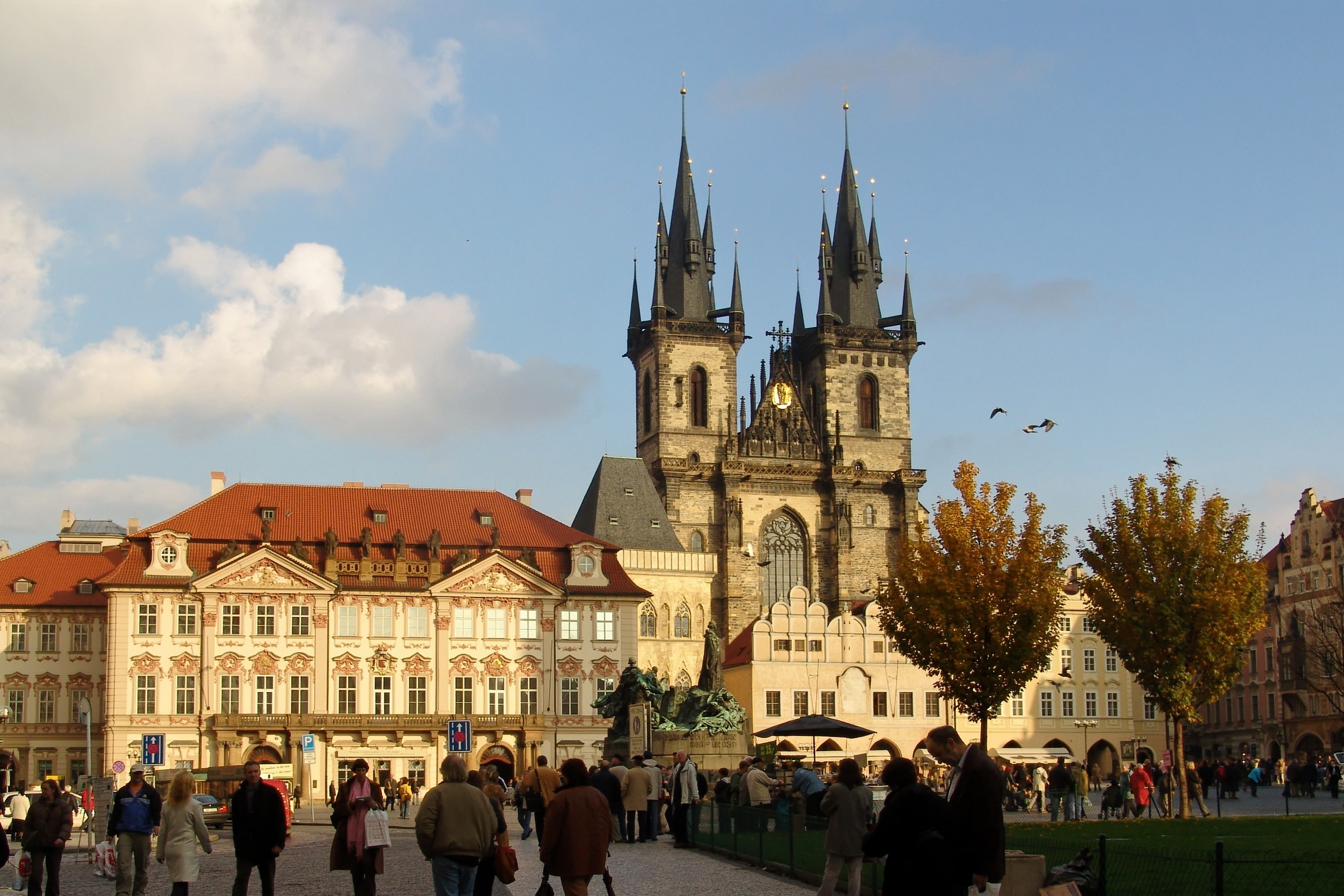
Il Palazzo Kinsky di Praga sulla Piazza della Città Vecchia.

L'ascesa della famiglia alla ribalta iniziò nel turbolento periodo dei conflitti religiosi tra cattolici e protestanti che alla fine portò al cataclisma per la Boemia nella guerra dei trent'anni: il nipote di Radslav, il funzionario reale Vilém Kinský, prese parte alla rivolta protestante contro l'imperatore Ferdinando II, che culmino nella defenestrazione di Praga del 1618. Vilém era tra i nobili che, senza successo, offrirono la corona boema all'elettore di Sassonia Giovanni Giorgio I Wettin.
Dopo la perdita dell'indipendenza ceca nel 1620 con la battaglia della Montagna Bianca, mentre la maggior parte dell'aristocrazia locale protestante fu bandita e i loro possedimenti espropriati in favore della nobiltà fedele al cattolico Casato d'Asburgo, egli conservò i suoi beni e fu persino elevato al rango di Conte Imperiale (Reichsgraf) nel 1628. Attraverso il suo matrimonio con Alžběta (Elisabetta) Trczkova z Lipa, egli fu un cognato dell'imperiale generalissimo Albrecht von Wallenstein, con cui fu assassinato a Cheb (Eger) nel 1634.

### Principi Kinsky

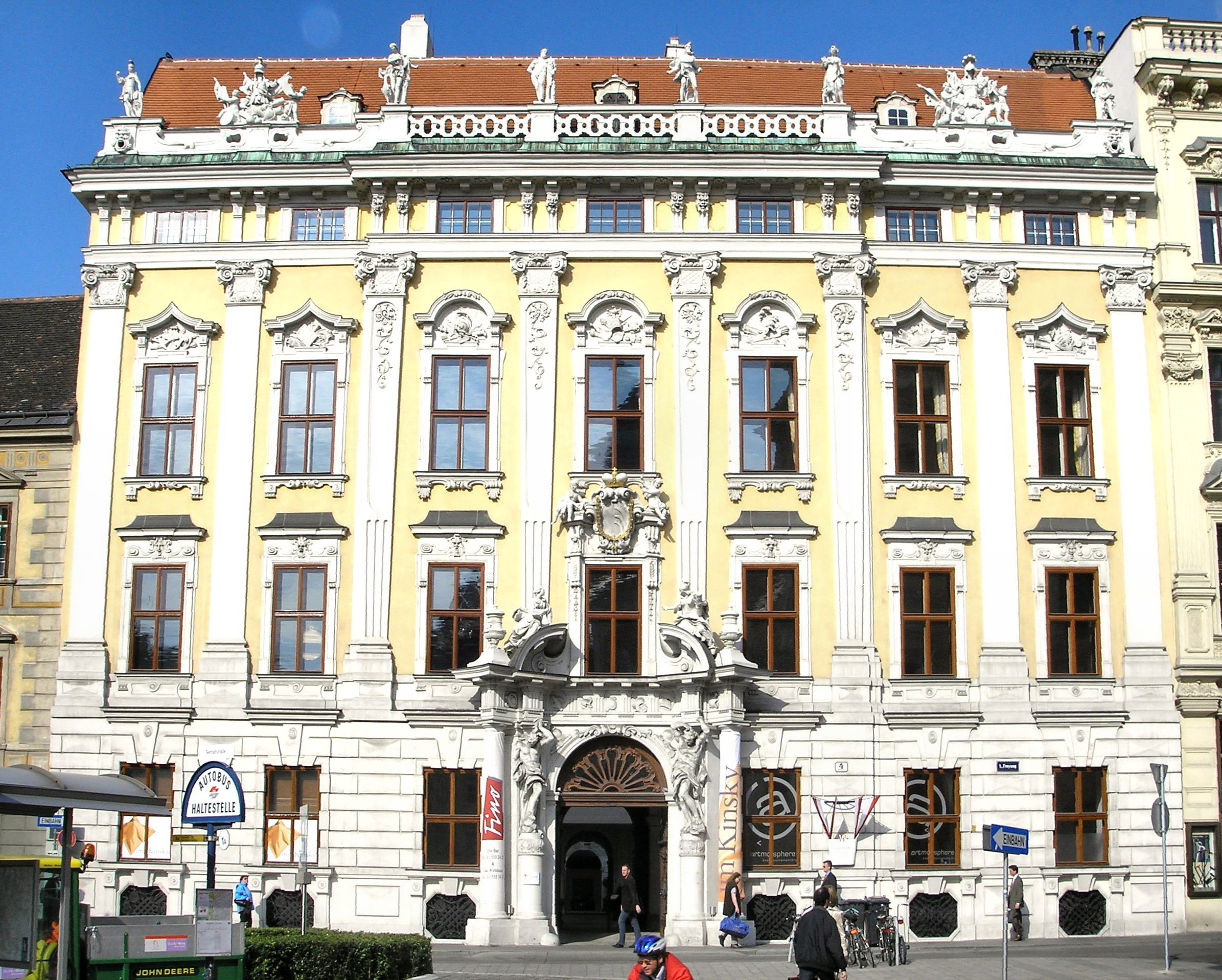
Il Palazzo Kinsky di Vienna.

Un ramo della famiglia fu persino elevato al rango di Principe del Sacro Romano Impero dall'Imperatrice Maria Teresa d'Austria nel 1747. Molti membri della famiglia servirono in alte cariche diplomatiche o militari nella monarchia asburgica e successivamente nell'Impero austriaco.
Inoltre, la famiglia von Kinsky diede il suo nome alla razza equina Kinsky-Pferde.

## Principi Kinsky von Wchinitz und Tettau
- Stephan Wilhelm (1679–1749)
- Franz Joseph (1726–1752)
- Franz de Paula Ulrich (1726–1792)
- Joseph (1751–1798)
- Ferdinand (1781–1812)
- Rudolf (1802–1836)
- Ferdinand Bonaventura (1834–1904)
- Karl (1858–1919)
- Rudolf (1859–1930)
- Ulrich (1893–1938)
- Franz Ulrich (1936–2009)
- Karl (nato nel 1967)

## Altri membri
- Philipp Kinsky von Wchinitz und Tettau (1700–1749), cancelliere boemo
- Contessa Franziska Kinsky von Wchinitz und Tettau (1813–1881), principessa consorte del Liechtenstein
- Bertha von Suttner (1843–1914), nata Contessa Kinsky von Wchinitz und Tettau, pacifista
- Marie, principessa del Liechtenstein (1940–2021), nata contessa Kinsky von Wchinitz und Tettau.